# Vasilije Vasa Dolovački
Vasilije Vasa Dolovački (Bavanište, 22. april 1960) srpski je akademski slikar i univerzitetski profesor.

## Biografija
Diplomirao je na Fakultetu likovnih umetnosti u Beogradu 1984. godine u klasi prof. Zorana Petrovića. Magistarske  studije je završio 1989. godine na Fakultetu likovnih umetnosti u Beogradu u klasi prof. Mirjane Mihač.
Postao je član ULUS-a 1992. godine. Živi i stvara u Bavaništu, oženjen je Jelicom Dolovački i ima sinove Andreja i Ivana.
Od 2008. godine predaje kao redovni  profesor slikarstva na Akademiji klasičnog slikarstva, Univerziteta EDUCONS u Sremskoj Kamenici. Samostalno je izlagao više od 50 puta u zemlji i inostranstvu. Učesnik je mnogih kolonija, grupnih, aukcijskih i humanitarnih izložbi.
Godine 2010. objavljena je  monografija radova nastalih u preiodu 1980—2010. godine, tvrdog poveza sa omotom, 173 reprodukovana dela, na 220 stranica velikog formata sa tekstom književnika, istoričara umetnosti i likovnog kritičara Dragana Jovanovića Danilova.
Iz štampe je 2018. godine izašla i druga monografija VASILIJE DOLOVAČKI, sa tekstom književnika, istoričara umetnosti i likovnog kritičara Dragana Jovanovića Danilova, teoretičara umetnosti i likovnog kritičara Srete Bošnjaka i istoričara umetnosti i likovnog kritičara Dejana Đorića. Monografija je velikog formata, tvrdog poveza sa 181 reprodukovanim delom na 224 stranice.
Njegov umetnički opus prepoznat je po kvalitetnom figurativnom slikarstvu i koloritu.

## Nagrade i priznanja
- 1982. Nagrada iz fonda Ljubice Sokić za slike malog formata,
- 1982. Prva nagrada Južnobanatskog Likovnog Salona,
- 1983. Nagrada iz fonda Petra Lubarde za crtež na temu životinje,
- 1983. Nagrada za najboljeg studenta Fakulteta likovnih umetnosti za školsku 1982/83. godinu,
- 1984. Nagrada iz fonda Petra Lubarde za crtež na temu životinje,
- 1984. Prva nagrada iz fonda Nikole Graovca za slikarsvo,
- 1988. Velika nagrada Petra Lubarde za slikarstvo,
- 2011. Nagrada za slikarstvo na prvom bijenalu likovnih umetnosti u Kovinu,
- 2015. Treća nagrada na 15. Bijenalu “U SVETLOSTI MILENE” Požarevac,
- 2018. Nagrada „Momo Kapor“ za celokupno likovno stvaralaštvo,[8]
- 2018. Nagrada publike na izložbi „Umetnost i vino” Vinogradareva kuća, Oplenac, Topola,

## Spoljašnje veze
- Zvanična Internet prezentacija
- Fejsbuk stranica
- „Crteži i slike Vasilija Vase Dolovačkog”. Art magazin. Приступљено 20. 2. 2021.
- „Vasa Dolovački Redovni profesor” (PDF). EDUCONS. Приступљено 20. 2. 2021.
- „VASILIJE VASA DOLOVAČKI - Slikar / BAVANIŠTE - Video By : V. Omorac”. You Tube. Приступљено 20. 2. 2021.